# كنداكة

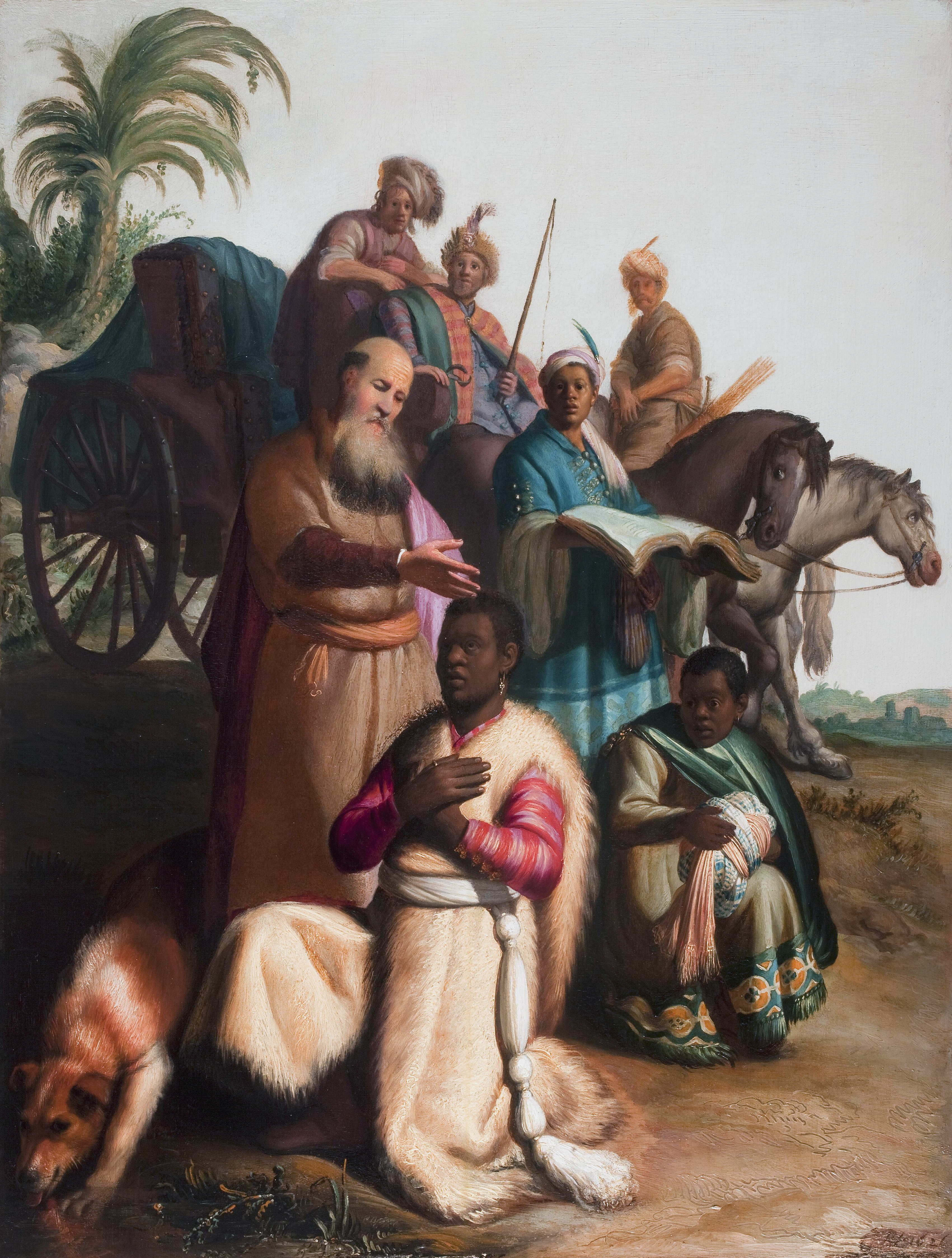
القديس فليب الأنجيلي اثناء تعميد الخصي الأثيوبي حارس كنوز الكنداكة. لوحة الفنان رامبرانت عام 1626 م.

كنداكة الثورة السودانية

قنداقة وكنداكة هو لقب الملكات الحاكمات أو مسمى يعني الزوجة الملكية الأولى في حضارة كوش الإفريقية القديمة ببلاد السودان والتي عرفت أيضاً باسم الحضارة النوبية أو إثيوبيا التي تعني أرض السود أو السودان، وقد ذكر الاسم في العهد الجديد أو الانجيل في قصة حارس كنوز الكنداكة ملكة إثيوبيا وهو عائد من اورشليم بعد أن عمده القديس فيليب الأنجيلي عندما أمره ملاك الرب في رؤيا أن يذهب إلى الجنوب من أورشليم وغزة إلى الصحراء. الجدير بالذكر أن كلمة أثيوبيا في العهد القديم والعهد الجديد تشير إلى أرض السودان الحالية، لا إلى أثيوبيا الحالية، وبعض ترجمات التوراة والإنجيل اليونانية تورد اسم السودان كما هو.

## الملكات المحاربات

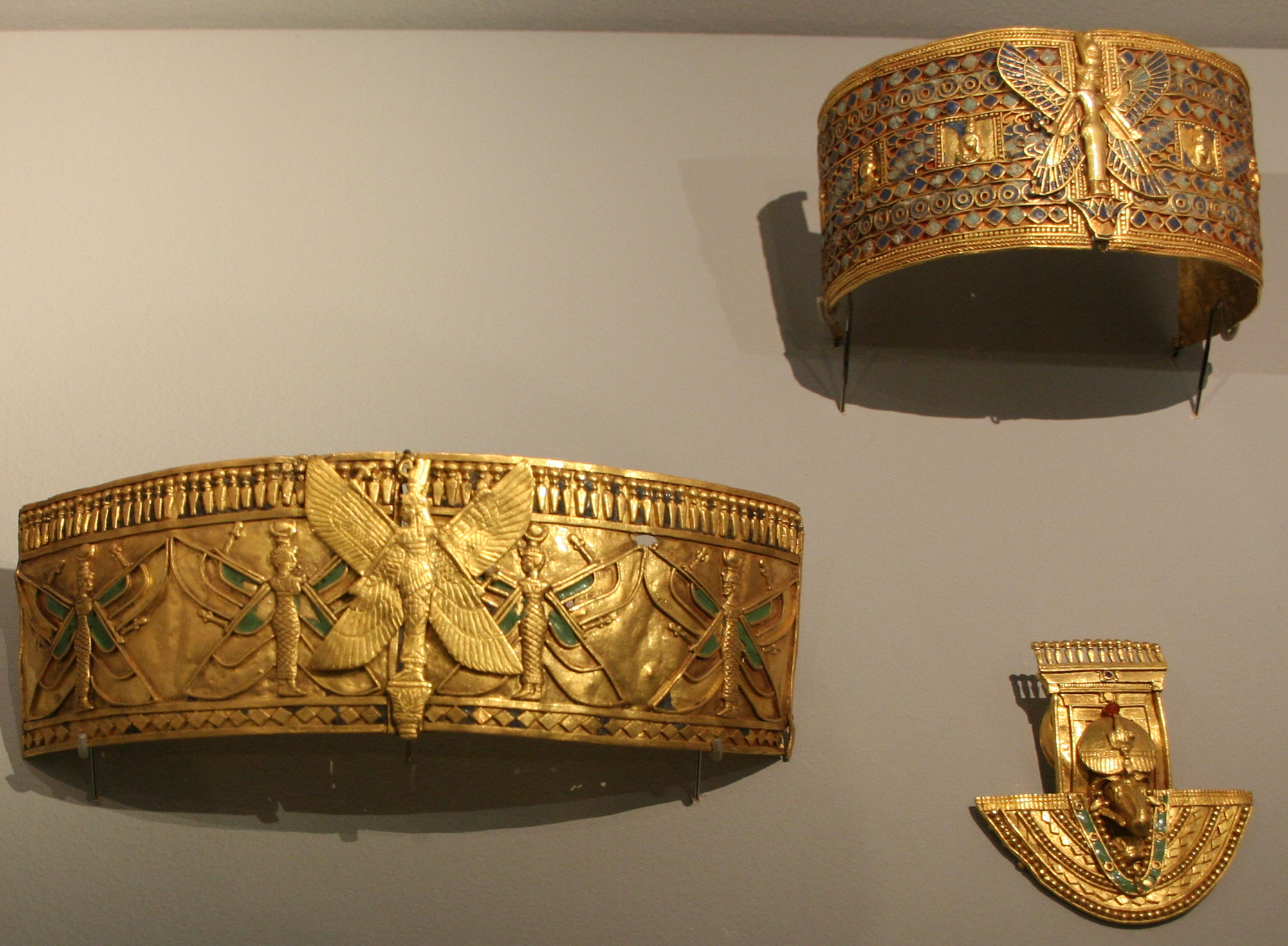
مجوهرات أمانيشاخيتو

يوجد جزء من مجموعة نصوص قصة الإسكندر باللغة اليونانية يحكي عن إحدى كنداكات مروي أنها قامت بصد الإسكندر الأكبر من الدخول إلى بلاد النوبة ، رغم أن المعروف حتى اليوم أن الإسكندر لم يتوغل جنوباً أبعد من واحة سيوة في مصر ، وفي العام 25 ق.م أورد المؤرخ والجغرافي الفيلسوف اليوناني سترابو أن الكنداكة أماني ريناس هاجمت أسوان التابعة للإمبراطورية الرومانية وردّاً على ذلك قام أغسطس بتدمير نبتة.
رغم أن أغلب المؤرخين يميليون إلى عدم الاستناد على روايات هيرودوت و سترابو و ديودورس حول موضوع الملكات المحاربات إلا أن الكتابات القديمة تفرض نصوصاً مقبولة خصوصاً في فترة ما قبل الميلاد. وبمرور الزمن وتقدم فك شفرة اللغة المروية أصبحت السلسة المثيرة للإعجاب و المعروفة باسم الملكات المحاربات أو الأمهات الحاكمات أكثر إقناعاً وعرفن أيضاً في اللغة اليونانية القديمة باسم (Candace)، وحسب النصوص كانت الكنداكات حاكمات لما يعرف الآن بأسم السودان وإثيوبيا وجنوب مصر .
توجد نقوش غير واضحة مورخة بعام 170 ق.م تظهر الكنداكة شاناداختو ترتدي الدروع وتحمل الرمح في أثناء معركة ، وهي لم تحكم كملكة أو ملكة أم (أم ملك) إنما كحاكم مستقل وكان زوجها مرافقاً لها وليس ملكاً، وقد وجدت العديد من المشاريع التي تم بنائها بتكليف منها، ووجدت رسوم منفردة لها و رسوم أخرى تظهر مع زوجها وإبنها الذي خلفها على العرش بعد رحيلها.
وقد عرف العالم الروماني - الإغريقي هولاء الكنداكات :
- أماني شكتو
- أماني تيري
- أماني ريناس
- ناوي داماك
- مولاجيربار

## كنداكاتمملكة كوش
- بيلك أو بيلخ كنداكة مروي (345 إلى 332 قبل الميلاد).
- الكنداكة اليكاباسكن (295 قبل الميلاد).
- الكنداكة شاناداخت (177 إلى 155 قبل الميلاد).
- الكنداكة أماني كبيل (50 إلى 40 قبل الميلاد).
- الكنداكة أماني ريناس (40 الي 10 قبل الميلاد).
- الكنداكة أماني شكتو (10 إلى العام الميلادي الأول).
- الكنداكة أماني تيري ( 01 إلى 20 ميلادية).
- الكنداكة أماني تير(22 إلى 41 ميلادية).
- الكنداكة أماني كاتاشن (62 إلى 85 ميلادية).
- الكنداكة مولاجيربار (266 إلى 283 ميلادية).
- الكنداكة لاهي ديمني (306 إلى 314 ميلادية).